# Jeřáb krasový
Jeřáb krasový (Sorbus eximia) je listnatý strom vyrůstající do 8 až 10 m nebo keř vysoký do 3 m, který je znám pouze z území středních Čech, z pravého břehu řeky Berounky. Tento endemit Českého krasu je ustálený hybridogenní apomiktický druh s triploidní sadou chromozomů (2n=3x=51), jenž vznikl z kombinace jeřábu muku (Sorbus aria) a jeřábu břeku (Sorbus torminalis). Byl popsán v roce 1984 českým botanikem Miloslavem Kovandou, který mu dal vědecké druhové jméno eximia, latinsky výjimečný.

## Rozšíření
Na území Českého krasu se současně vyskytuje zde popisovaný jeřáb krasový i od něj odlišený jeřáb barrandienský. Oba druhy lze vzhledem k nevýrazným morfologickým rozdílům jen obtížně rozlišit, jejich areály se však téměř nepřekrývají. Jeřáb krasový, jehož původní území se oddělením jeřábu barrandienského dosti zmenšilo, roste pouze na pravém břehu Berounky.
Dřeviny jeřábu krasového se vyskytují na čtyřech lokalitách mezi Berounem a Prahou. Největší z nich, čítající desítky dospělců a přibližně dvě stovky mladých jedinců různého stáří, se nachází poblíž osady Koda, která je součásti osady Tetín. Osada Koda leží na opačném břehu Berounky než obec Srbsko, asi 10 km jihozápadně od Berouna a je součásti národní přírodní rezervace Koda. Tato lokalita se skalnatými výchozy tyčícími se vysoko nad údolím je známa již od roku 1918, kdežto následující dvě byly objeveny až roku 2009. Prvá z nich, čítající asi dvacet stromů, je u obce Koněprusy vzdálené okolo 5 km jižně od Berouna a druhá, s asi deset jedinci, je u obce Tmaň ležící asi 8 km jihozápadně od Berouna, obě se rozkládají pouze na několika desítkách metrů čtverečních. Čtvrtá lokalita se nalézá také v již výše uvedené rezervaci Koda, v místě zvaném Císařská rokle na severu katastru obce Korno, ve které bylo vysázeno jedenáct semenáčů namnožených metodou ex situ. Vzdálenost mezi těmito čtyřmi místy není delší než 6 km a celková plocha výskytu je odhadována na 16 km². Jeřáb krasový byl v této oblasti vysázen do stromořadí podél silnice mezi obcemi Řevnice a Mořina vzdálenými od sebe přibližně 7 km.

## Ekologie
Rostliny rostou v kolinním výškovém stupni, na výslunných nízkých kopcích a pahorkatinách se smíšeným listnatým lesem. Oblast má průměrnou roční teplotu od 7 do 9 °C a srážky v toleranci 500 až 600 mm. Nejvyšší nadmořská výška se pohybuje od 350 m n. m. (kopec u obce Koda) po 460 m n. m. (vrch Kobyla ve stejnojmenné přírodní rezervaci). Podle literárních pramenů by se měli u osady Koda vyskytovat jedinci výhradně diploidního cytotypu, přestože ostatní populace v Českém krasu jsou tetraploidní, podrobná sledování z posledních let však žádné diploidní jedince nepotvrdila.
Druh je charakteristický výskytem na vrcholech kopců. Roste v teplomilných doubravách a světlých dubohabřinách na teplých skalnatých svazích. Vyhledává vápnité, skeletovité, živinami bohaté půdy na bazických horninách. Je sice teplomilnou rostlinou, spolehlivě však přežívá středoevropské zimy. Kvete v květnu, produkuje nektar pro opylovače. Počet chromozomů 2n = 51, stupeň ploidie x = 3.

## Popis
Jeřáb krasový je strom nebo keř, který dosahuje výšky 3 až 8 m. Kmen může mít obvod až 1,1 m, jeho kůra je v mládí šedá a hladká, později jsou na bázi kmene vertikální trhliny a po celé délce výrazné lenticely dlouhé 8 až 11 mm a široké od 6 do 9 mm. Pupeny jsou vejčité, špičaté a většinou lysé, bývají dlouhé 6 až 15 mm, široké 3 až 6 mm a jsou kryté zelenými šupinami s hnědým lemem. Jednoduché, poměrně velké, střídavě vyrůstající listy s 2 cm řapíky a palisty mají ploché čepele dlouhé 8,6 až 9,3 cm a široké 6,7 až 7,5 cm, nejširší bývají v 50 až 58 % své délky. Listové čepele mají tvar široce vejčitý až široce eliptický, někdy jsou lžícovitě prohnuté, na svrchní straně jsou lesklé a světle až tmavě zelené, na spodní rovnoměrně plstnaté a žlutavě šedozelené. Na bázi jsou široce klínovité či zaoblené, na vrcholu ostré až tupé. Po obvodě mají laloky ukončující sedm či osm postranních žilek zpeřené žilnatiny zuby poměrně ostré, ostatní obvodové zuby jsou menší, zářez mezi druhým a třetím lalokem je nejvýše 4 mm hluboký. 
Vonné bílé květy bývají velké 6 až 9,5 cm, jsou oboupohlavné a vytvářejí kompaktní květenství chocholíky s průměrným počtem květů 25 až 42. Květ má pět špičatých kališních cípů dlouhých 2,5 až 3,2 mm, které jsou za květu rozestálé a za plodu vytrvalé. Pět korunních lístků je světle žlutobílých, široce vejčitých až široce eliptických, dlouhých 6,5 až 9 mm. V květu bývá okolo dvaceti tyčinek s bělavými nitkami a světle žlutými prašníky. Pestík má dvě částečně srostlé čnělky s plochými bliznami zelenkavé barvy.
Plody jsou téměř kulovité malvice velké 12 až 13 mm, které jsou ve zralosti oranžové až oranžovo červené s okrovými lenticelami. Plod, pro lidi nechutný, obsahuje chlupaté semeno. Na stromě dlouho vytrvává, později bývá sezobán ptáky rozptylujícími v trusu semena. Jejich klíčivost se po stratifikaci pohybuje mezi 50 až 60 %.

## Ohrožení
Populace jeřábu krasového se nacházejí v chráněné krajinné oblasti Český kras i v maloplošných chráněných územích, která však neskýtají záruku dostatečné ochrany. Hlavní hrozbou jsou změny v lesním hospodaření, kdy se tradiční otevřený les zahušťuje a nezaručuje přežití druhu náročného na světlo. Vysoké lesní stromy se posunují do rozvolněných prostor, které zarůstají hlavně samovolně se šířícím jasanem ztepilým.
Vzhledem ke své malé konkurenční schopnosti roste jen jako vtroušená dřevina, která nevytváří souvislé porosty. Je považován za druh čelící vysokému riziku vyhynutí v blízké budoucnosti, a je proto v "Červeném seznam ohrožených druhů cévnatých rostlin České republiky" zařazen do kategorie silně ohrožený druh (C2b). Obdobně je hodnocen i Mezinárodním svazem ochrany přírody (IUCN), který jej zařadil mezi ohrožené taxony (EN).